# Mr. Scruff
Mr. Scruff a színpadi neve az angol DJ-nek és művésznek, Andy Carthynak. A Sheffieldi Művészeti Főiskolán tanult a Szépművészeti Karon. 1994 óta játszik klubokban, először Manchesterben, később szerte az egész országban. Híres a maratoni dj szettjeiről, melyek gyakran elérik a hat órás hosszúságot is. Eklektikus zenei ízlés jellemzi.

## Biográfia
Scruff debütáló albuma, a Mr. Scruff a manchesteri Pleasure Records gondozásában jött ki. Hamarosan átszerződött a Ninja Tune kultlabelhez, – ahova a mai napig is tartozik – s hamarosan kiadta a Keep It Unreal és a Trouser Jazz albumokat, immár az új kiadó égisze alatt. A Keep It Unreal legnagyobb slágere, a "Get a Move On" a Moondog "Bird's Lament" c. számának átértelmezése. Ezt a számot rengeteg reklámban felhasználták, többek között Lincoln és Volvo gépjárművek, a Francia Telefontársaság és a GEICO biztosítási cég szpotjai alatt.
2004-ben, Mr Scruff kiadta a Keep It Solid Steel: Volume 1-t, a Ninja Tune dj mixalbum sorozatának részeként. A tervek szerint a kilencedik Solid Steel albumot szintén ő fogja keverni (Keep it Solid Steel: Volume 2). A Solid Steel sorozat elkészítésében olyan Ninja Tune előadók vettek részt, mint Hexstatic, a The Herbaliser, Dj Food és Amon Tobin.
Mr. Scruff negyedik stúdióalbumát a 2007-es év végére várják.

## Diszkográfia

### Albumok
- Mr. Scruff (Pleasure Records, 1997)
- Keep It Unreal (Ninja Tune, 1999)
- Mrs. Cruff – a Mr. Scruff album újrakiadása (Ninja Tune, 2005)
- Trouser Jazz (Ninja Tune, 2002)

### Mixalbumok, válogatások
- Heavyweight Rib Ticklers (Unfold Recordings, 2002)
- Keep It Solid Steel Volume 1 (Ninja Tune, 2004)
- Big Chill Classics (Resist Music, 2006)